# Укрвуглегеологія
«Укрвуглегеологія» — державне виробниче об'єднання шахтної геології і технічного буріння. 
Засноване в 1958 р. як трест шахтної геології, розвідувального і технічного буріння. 
Напрямки розвитку — розвідка газових родовищ у вугільних покладах, розширення спектру геолого-екологічних досліджень. 

## Спеціалізація
Спеціалізується на: 
- геологічному картуванні, проведенні пошукових та геологічних робіт на вугілля та ін. види мінеральної сировини;
- проведенні гідрогеологічних досліджень, пошукових та розвідувальних робіт на воду та будівельні матеріали;
- вивченні фізико-механічних властивостей бокових гірських порід;
- дегазації вугілля та бокових порід;
- бурінні технічних, водоперепускних, вентиляційних, електрокабельних, дренажних, водоперепускних, водопостачальних та ін. свердловин;
- проведенні геолого-екологічного вивчення стану гірського масиву, визначенні джерел забруднення довкілля та шляхів їх міграції;
- пошуку колекторів для захоронення шкідливих відходів (розсолів, мінералізованих вод тощо);
- підземній та наземній промислово-експлуатаційній розвідці, тематичних, камеральних, геофізичних роботах;
- організації та проведенні ремонту бурового обладнання.

## Склад об'єднання
До складу об'єднання входять 7 геологорозвідувальних експедицій, ремонтно-механічний завод, соціальні та допоміжні об'єкти. Кількість працівників — 1400 осіб.  